# Ramphonotus parvirostratus
Ramphonotus parvirostratus is een mosdiertjessoort uit de familie van de Calloporidae. De wetenschappelijke naam van de soort is voor het eerst geldig gepubliceerd in 1927 door Ferdinand Canu en Ray Smith Bassler.